# The Greatest Hits (álbum de Big Time Rush)
The Greatest Hits es el primer álbum recopilatorio de la banda estadounidense Big Time Rush. Fue lanzado exclusivamente para Europa el 24 de junio de 2016 mediante los sellos Sony Music y Smart. El álbum reúne los grandes éxitos de la banda a lo largo de su carrera reuniendo las canciones más populares de sus álbumes de estudio BTR, Elevate y 24/Seven. El álbum rápidamente se posicionó en las listas de popularidad de Francia, alcanzando la posición número 14 en dicho país. El álbum fue promocionado en Francia con una aparición especial y firma de autógrafos del cantante y actor Kendall Schmidt mientras iba de gira Europea con su propia banda Heffron Drive.

## Lista de canciones

#### Edición Estándar
| N.º     | Título                            | Escritor(es) | Duración |  |
| 1.      | «Big Time Rush»                   | Scott Fellows, Jay Landers, Charlie Midnight & Matthew Gerrard | 3:17     |  |
| 2.      | «Big Night»                       | S*A*M and Sluggo & Nasri | 3:16     |  |
| 3.      | «Worldwide»                       | Emily Phillips, Chris Rojas & Lil Eddie | 3:44     |  |
| 4.      | «Halfway There»                   | Eric Sanicola | 3:32     |  |
| 5.      | «Til I Forget About You»          | S*A*M and Sluggo, Dave Katz, Sam Hollander & Claude Kelly | 3:57     |  |
| 6.      | «Music Sounds Better (con Mann)»  | James Maslow, Kendall Schmidt, Carlos PenaVega, Logan Henderson, Benjamin Diamond, Alan Braxe, Dominic Bugatti, Big Time Rush, Noel Zancanella, Frank Musker, Eric Bellinger, Brent Kutzle, Thomas Bangalter & Ryan Tedder | 3:09     |  |
| 7.      | «City Is Ours»                    | Eric Sanicola | 3:12     |  |
| 8.      | «Famous»                          | Desmond Child & Andreas Carlsson | 3:06     |  |
| 9.      | «Nothing Even Matters»            | J-Remy, Bobby Bass, Damon Sharpe, Jonathan Perkins & Jimmy Burney | 3:48     |  |
| 10.     | «Any Kind of Guy»                 | Jay Landers, Charlie Midnight & Matthew Gerrard | 3:41     |  |
| 11.     | «Boyfriend»                       | Lucas Secon, Wayne Hector | 3:21     |  |
| 12.     | «If I Ruled the World (con Iyaz)» | Lindy Robbins, E. Kidd Bogart & Emanuel Kiriakou | 3:34     |  |
| 13.     | «Time of Our Life»                | Antario “Tario” Holmes, Infinity, Nick Furlong & Logan Henderson | 3:27     |  |
| 14.     | «Elevate»                         | Eric Sanicola, Johnny Severin, Damon Sharpe & James Maslow | 3:06     |  |
| 15.     | «Windows Down»                    | blackbear, Mike Posner, Matt Squire, Graham Coxon, Dave Rowntree, Damon Albarn & Alex James | 3:13     |  |
| 16.     | «Confetti Falling»                | August Rigo, Carlos PenaVega, James Maslow, J-Remy, Jonathan Perkins, Kendall Schmidt, Khaled Rohaim, Logan Henderson & Bobby Bass                                                                                         | 3:13     |  |
| 17.     | «Like Nobody's Around»            | Austin Bisnow, Mitch Allan, Claude Kelly, Emily Wright & Jason Evigan | 2:56     |  |
| 18.     | «24/Seven»                        | Logan Henderson, Kendall Schmidt, Ameerah, Justin Lucas, Digi & Damon Sharpe | 3:09     |  |
| 19.     | «We Are»                          | Fransisca Hall, Jeff Halavacs & Kendall Schmidt | 3:45     |  |
| 1:05:06 |                                   | |          |  |